# Deborah Salvatori Rinaldi
Deborah Salvatori Rinaldi (Penne, 2 settembre 1991) è un'ex calciatrice italiana, di ruolo attaccante.

## Carriera

### Club
Deborah Salvatori Rinaldi inizia a giocare giovanissima; nel 2004, a 13 anni, viene tesserata con le Girls Roseto, società calcistica di Roseto degli Abruzzi che al tempo disputava il campionato di Serie A2. Con le biancoviola rimase tre stagioni, nel periodo del declino sportivo della squadra collezionando due retrocessioni, dall'A2 alla Serie B a fine campionato 2005-2006 e dalla B alla Serie C quello successivo (2006-2007).
Nell'estate 2007 trova un accordo con il Picenum, società di Ascoli Piceno che nella stagione di Serie B appena conclusa era riuscita a conquistare il quinto posto e puntava rafforzare la squadra per raggiungere l'A2. Con le giallorosse rimane due stagioni non riuscendo a compiere il balzo di categoria arrivando terza a fine campionato 2007-2008 e nuovamente quinta quello successivo (2008-2009).
Tuttavia riesce a cogliere l'opportunità di giocare direttamente in Serie A quando, nell'estate 2009, viene contattata dalla dirigenza del Bardolino Verona. Con le veronesi, fresche del quarto Scudetto, firma un contratto che anche se costretta dall'organico a rimanere a disposizione rimane un bagaglio di esperienza da sfruttare nel futuro. Con le gialloblu rimane però una sola stagione, la 2009-2010, giocando pochissimo, due partite su ventidue sostituendo le titolari riuscendo comunque ad andare a rete una volta.
Il successivo calciomercato la porta a contattare con successo la neopromossa Südtirol Vintl alla ricerca di giocatrici d'esperienza per tentare di agguantare la salvezza nel campionato di vertice. Con le altoatesine, benché spesso non parta da titolare, riesce a disputare 20 partite su 26 collezionando 5 gol. Con le biancorosse rimarrà il solo campionato 2010-2011 ma riuscendo a farsi notare dalla dirigenza del Firenze che la contatta a fine stagione.
L'interessamento da parte della società gigliata si concretizza in un contratto che la vede, spesso titolare, indossare la maglia viola dalla stagione 2011-2012. Riconfermata nell'estate 2014 al termine della stagione 2014-2015 con 9 reti siglate a pari merito con Evelyn Vicchiarello risulta il miglior marcatore del Firenze, portando sul tabellino personale con la società gigliata 93 presenze in campo con 31 gol all'attivo.
Durante il periodo al Firenze, in occasione della pausa estiva tra i campionati, coglie l'opportunità di giocare all'estero, nel campionato statunitense femminile di calcio, dove viene ceduta con la formula del prestito, vestendo nel 2013 la maglia del Seattle P.H.A., dove contribuisce a conquistare il titolo dello stato di Washington e la coppa nazionale (Evergreen Cup), e nel 2015 quella del FC Tacoma 253, club di Tacoma, Stati Uniti d'America, in Northwest Conference della Women's Premier Soccer League (WPSL).
Nell'estate 2015, a seguito della fondazione della Fiorentina Women's come sezione femminile affiliata all'omonimo club maschile e da accordi con il Firenze, viene inserita in rosa nella nuova squadra che ha partecipato alla stagione di Serie A 2015-2016.
Nella prima stagione della nuova società la squadra si rivela una delle più competitive, militando stabilmente ai vertici della classifica; Salvatori Rinaldi contribuisce a terminare il campionato al terzo posto mentre in Coppa Italia la Fiorentina viene eliminata dal San Zaccaria ai sedicesimi di finale. La stagione successiva è quella più significativa della sua carriera, festeggiando con le compagne il primo posto in Serie A, con la conquista del primo Scudetto femminile per la società, conservato in tutto l'arco del campionato, frutto di 21 vittorie e una sola sconfitta, e della Coppa Italia, battendo in finale per 1-0 le detentrici del trofeo del Brescia.
Durante l'estate 2017 l'Espanyol rende noto di aver sottoscritto un accordo con la calciatrice italiana per giocare in Primera División Femenina de España, primo livello del campionato spagnolo, la stagione entrante. Il 10 Luglio 2018 la Florentia S.G. ha ufficializzato il ritorno in Italia della calciatrice nelle proprie file.
Nel luglio 2019 si accorda con il Milan, rimanendo a giocare in Serie A.
Nel luglio 2021 si è trasferita al Pomigliano, club neopromosso in Serie A.

## Statistiche

### Cronologia presenze e reti in nazionale
| Cronologia completa delle presenze e delle reti in nazionale ― Italia | Cronologia completa delle presenze e delle reti in nazionale ― Italia | Cronologia completa delle presenze e delle reti in nazionale ― Italia | Cronologia completa delle presenze e delle reti in nazionale ― Italia | Cronologia completa delle presenze e delle reti in nazionale ― Italia | Cronologia completa delle presenze e delle reti in nazionale ― Italia | Cronologia completa delle presenze e delle reti in nazionale ― Italia | Cronologia completa delle presenze e delle reti in nazionale ― Italia |
| Data                                                                  | Città                                                                 | In casa                                                               | Risultato                                                             | Ospiti                                                                | Competizione                                                          | Reti                                                                  | Note                                                                  |
| --------------------------------------------------------------------- | --------------------------------------------------------------------- | --------------------------------------------------------------------- | --------------------------------------------------------------------- | --------------------------------------------------------------------- | --------------------------------------------------------------------- | --------------------------------------------------------------------- | --------------------------------------------------------------------- |
| 8-11-2019                                                             | Benevento                                                             | Italia                                                                | 6 – 0                                                                 | Georgia                                                               | Qual. Euro 2022                                                       | -                                                                     | 55’                                                                   |
| Totale                                                                |                                                                       | Presenze                                                              | 1                                                                     |                                                                       | Reti                                                                  | 0                                                                     |                                                                       |

## Palmarès

### Club
- Campionato italiano: 1

Fiorentina: 2016-2017
- Coppa Italia: 1

Fiorentina: 2016-2017